# Allantoide

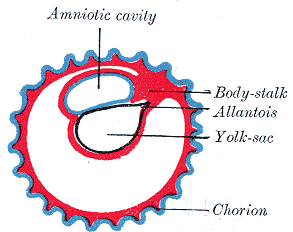
Il disegno mostra la formazione dell'allantoide

L'allantoide è un annesso embrionale. Il termine deriva dal greco allantoeidés, che letteralmente significa "dalla forma di salsicciotto". Nei mammiferi placentati l'allantoide è il precursore del cordone ombelicale.

## Descrizione
Origina da un'invaginazione di endoderma che si sviluppa all'interno del peduncolo di connessione (sospende amnios, sacco vitellino e disco germinativo all'interno della cavità celomatica extraembrionale) a partire dal sacco vitellino, e che formerà, insieme ad altri componenti embrionali, il cordone ombelicale. È in continuità con la cloaca, la porzione più caudale dell'intestino, anch'essa rivestita internamente da endoderma. Alla nascita, con la recisione del cordone ombelicale, la porzione di allantoide rimasta all'interno del corpo è destinata a trasformarsi in un legamento fibroso, l'uraco. Ciò contribuirà a tenere saldamente connesso l'apice della vescica alla parete addominale ventrale, formando il legamento ombelicale mediano (chiamato così perché verrà affiancato da altri due laterali). 
Se l'allantoide non si modifica in legamento, si possono avere le seguenti anomalie:
- Fistola dell'uraco, quando la trasformazione in legamento ha interessato solo la porzione vicina alla parete addominale, con eventuale sgocciolamento di urina al suo interno.
- Cisti dell'uraco, quando una porzione intermedia non si è trasformata in legamento.
- Seno dell'uraco, quando la trasformazione in legamento ha interessato solo la porzione vicina alla vescica.

## Galleria d'immagini

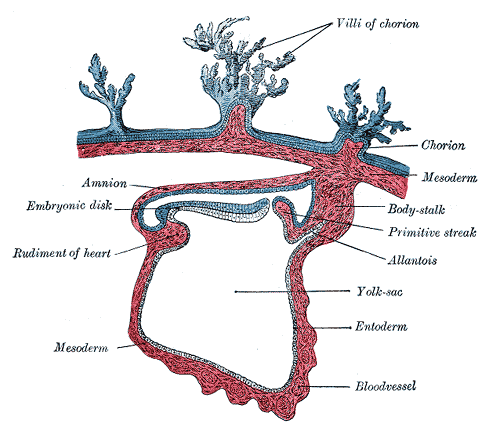
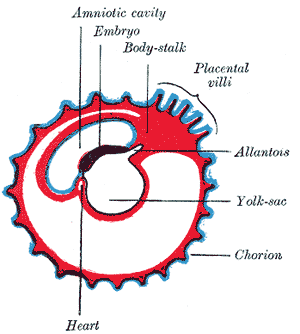
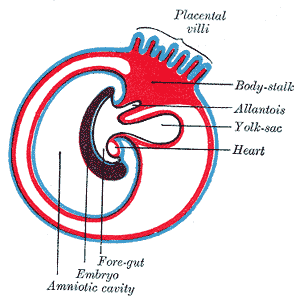
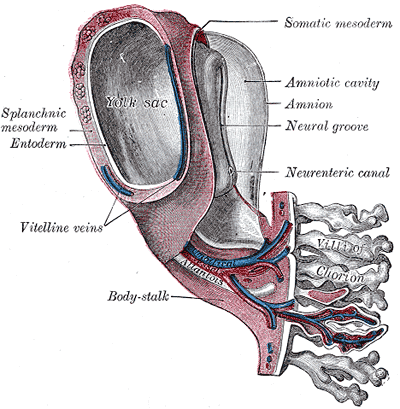
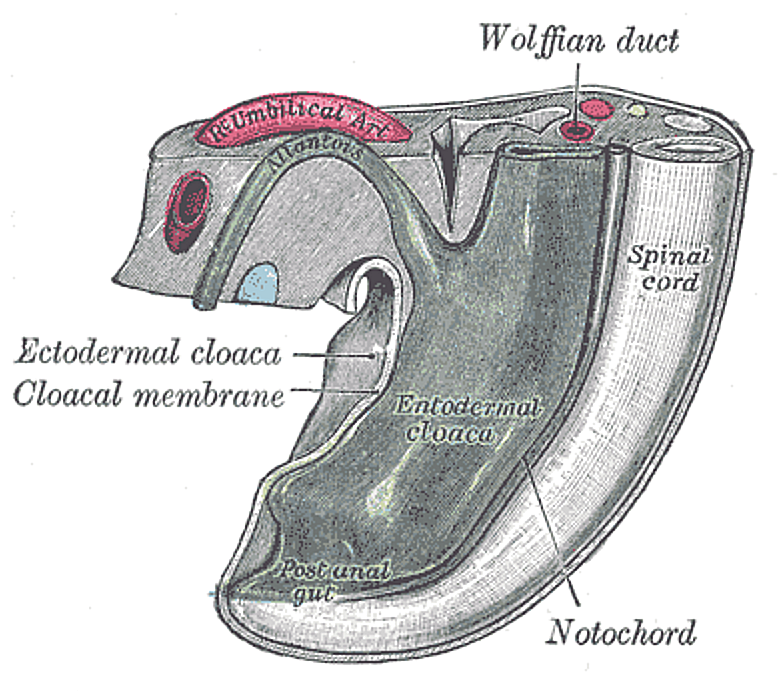
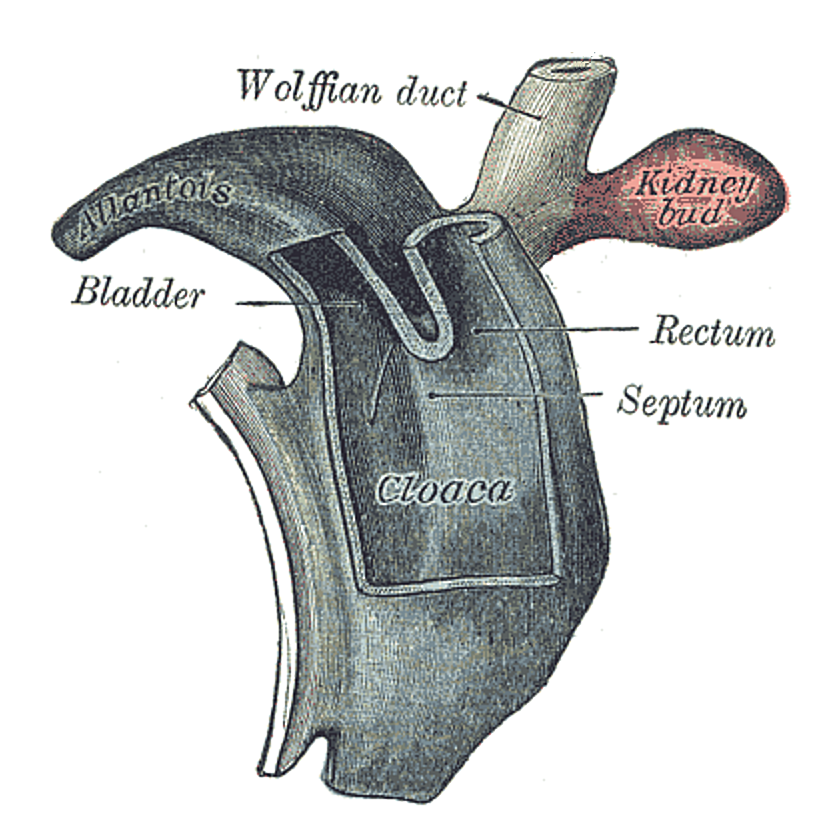
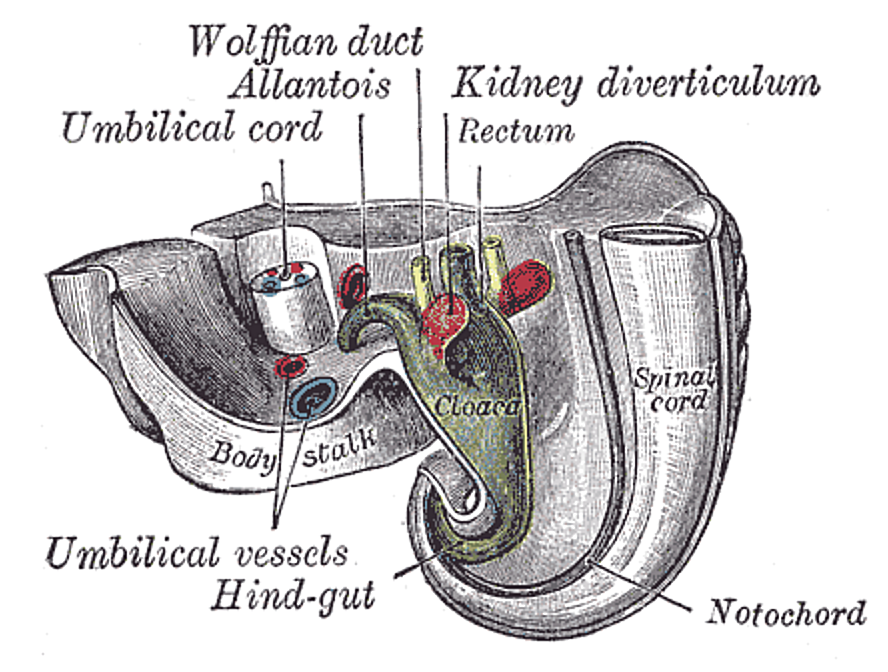
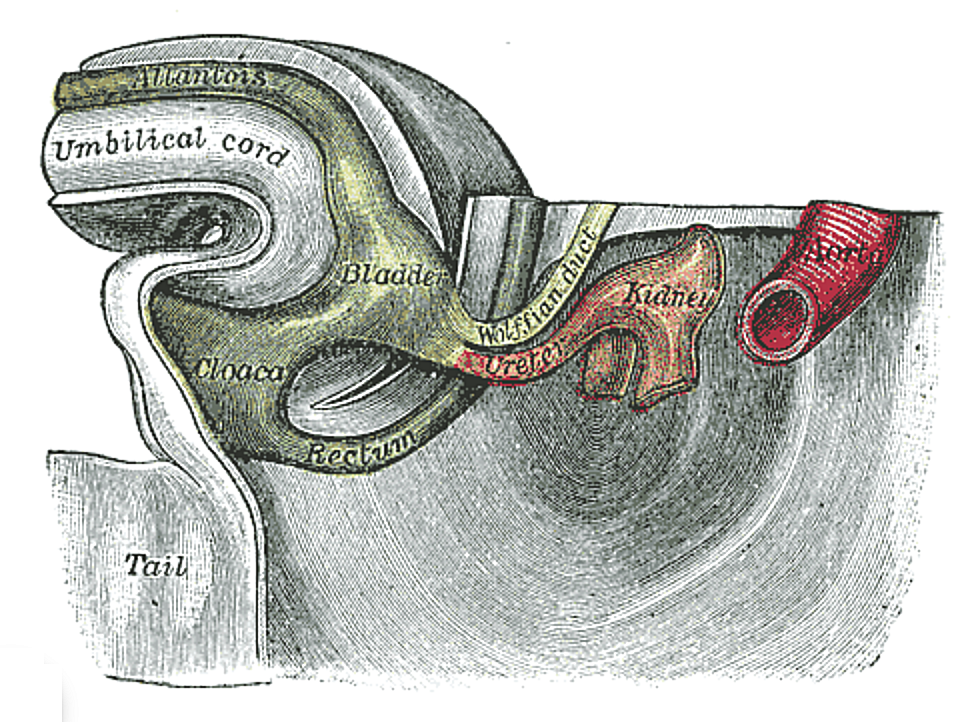
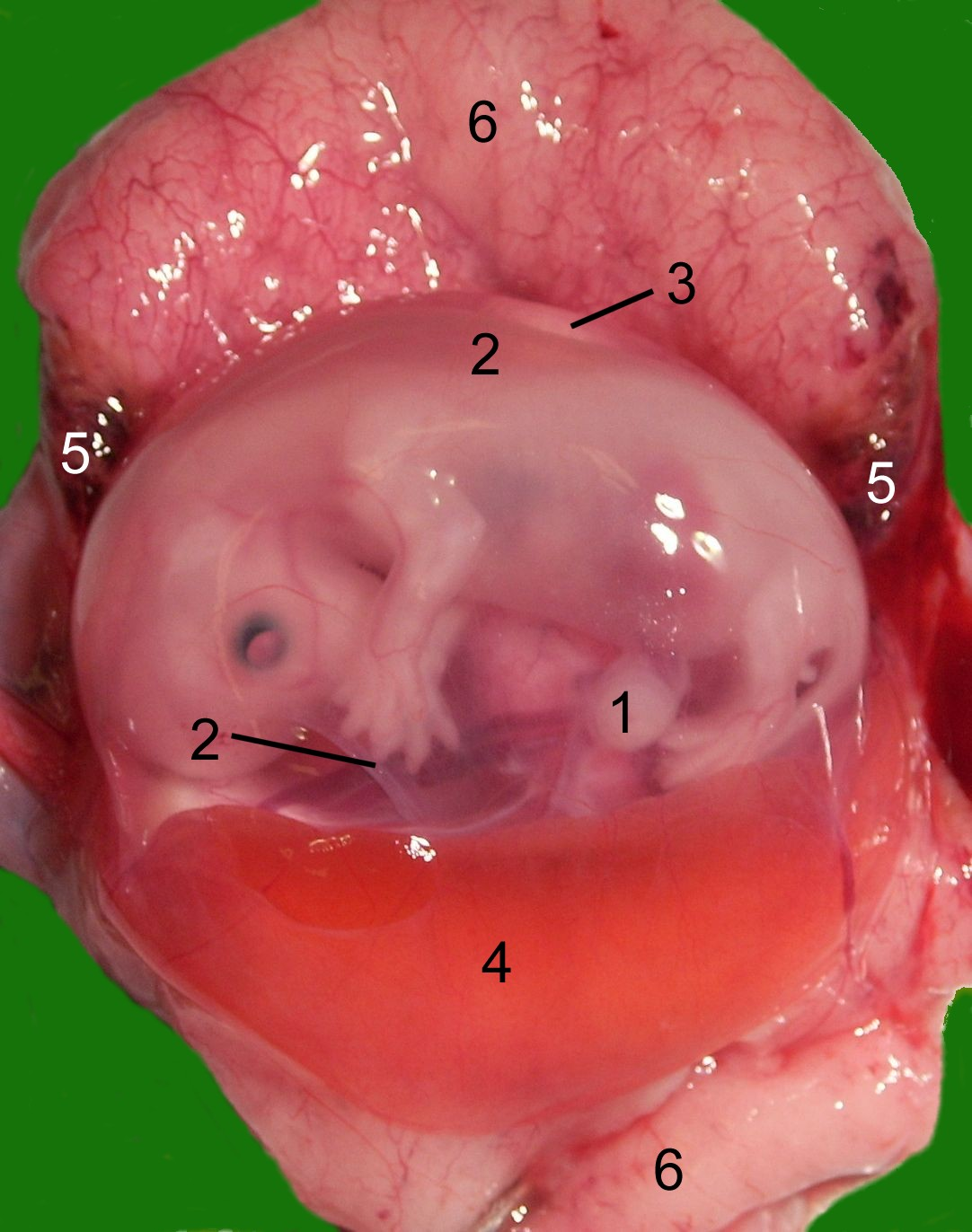